# Marin Radu
Marin Radu, auch Marin Radu II, (* 15. März 1956 in Mareș, Kreis Argeș) ist ein ehemaliger rumänischer Fußballspieler. Er bestritt insgesamt 385 Spiele in der höchsten rumänischen Spielklasse, der Divizia A, und gewann im Jahr 1986 den Europapokal der Landesmeister.

## Karriere

### Verein
Marin Radu begann mit dem Fußballspielen beim FC Argeș Pitești und rückte dort zu Beginn der Saison 1974/75 in die erste Mannschaft auf, die in der höchsten rumänischen Spielklasse, der Divizia A, spielte. Am 11. August 1974 gab er seinen Einstand, wobei er sogleich ein Tor erzielte. Dadurch wurde er auf Anhieb Stammspieler und über viele Jahre hinweg der erfolgreichste Torjäger seiner Mannschaft. Bis er im Jahr 1983 Argeș zum FC Olt Scornicești verließ gewann er einmal die rumänische Meisterschaft und wurde zweimal Torschützenkönig.
Der FC Olt wurde lediglich zu einer Zwischenstation seiner Karriere. Obwohl er als Torjäger nicht mehr so sehr in Erscheinung trat wie in den Jahren zuvor, sicherte sich der rumänische Spitzenklub Steaua Bukarest seine Dienste. Nach zwei Meisterschaften und einem Pokalsieg war Radu im Jahr 1986 Teil jener Mannschaft, die gegen den FC Barcelona den Europapokal der Landesmeister erringen konnte. Im Finale wurde Radu allerdings erst in der Verlängerung eingewechselt.
Nach diesem Erfolg ging Radu zurück zu seinem Heimatverein Argeș Pitești, ehe es ihn in der Winterpause 1987/88 zum FC Inter Sibiu in die zweithöchste Spielklasse, die Divizia B, verschlug. Nach dem direkten Aufstieg spielte er noch zwei Jahre bei Inter, wechselte aber im Jahr 1990 zum Lokalrivalen Șoimii IPA Sibiu in die Divizia B, da er nicht mehr regelmäßig zum Einsatz kam. Im Jahr 1991 beendete Radu seine Karriere.

### Nationalmannschaft
Radu kam zwischen 1976 und 1982 lediglich auf sieben Einsätze für die rumänische Fußballnationalmannschaft, wobei er ohne Tor blieb. Sein Debüt feierte er am 12. Mai 1976 gegen Bulgarien.

## Erfolge
- Europapokalsieger der Landesmeister: 1986
- Rumänischer Meister: 1979, 1985, 1986
- Rumänischer Pokalsieger: 1985
- Rumänischer Torschützenkönig: 1979, 1981